# NGC 1403
NGC 1403 este o galaxie lenticulară situată în constelația Eridanul. A fost descoperită în 1886 de către Francis Leavenworth. Se află la o distanță de 57,2 de megaparseci de Pământ.